# Dargas
Dargas (auch: Darakasi, Darcasi, Dargaas, Isola Daracàs) ist eine Insel von Somalia mit einer Fläche von 1,99 km². Sie gehört politisch zu Jubaland und geographisch zu den Bajuni-Inseln, einer Kette von Koralleninseln (Barriereinseln), welche sich von Kismaayo im Norden über 100 Kilometer bis zum Raas Kaambooni nahe der kenianischen Grenze erstreckt.

## Geographie
Die Insel liegt vor der Küste zwischen den drei Inselchen Kiiwa Kasabuuli, Kiyoojo Kaaji und Kiyoojo Lagooni im Norden und Xaaji Buulle im Süden.
Auf dem gegenüberliegenden Festland liegt die Siedlung Taia an der Quelle Toosha. Die Insel bildet die Begrenzung der Bucht von Juula nach Süden. Dort mündet der Fluss Caannoole ins Meer. Die Insel selbst liegt ca. 1,5 km von der Küste entfernt. Sie ist ca. 1,3 km lang und bis zu 800 m breit, dabei recht unregelmäßig geformt mit einem schmalen Südteil und einem breiteren Nordteil.

## Klima
Als Klima herrscht heißes Steppenklima mit Monsuneinfluss.